# NO BORDER HITS 2025→2001 〜ベスト・オブ・東京スカパラダイスオーケストラ〜
『NO BORDER HITS 2025→2001 ～ベスト・オブ・東京スカパラダイスオーケストラ～』（ノー・ボーダー・ヒッツ にせんにじゅうご にせんいち ベスト・オブ・とうきょうスカパラダイスオーケストラ）は、日本のバンド・東京スカパラダイスオーケストラのベスト・アルバム。2025年3月19日にcutting edgeより発売された。

## 音楽性
東京スカパラダイスオーケストラのデビュー35周年を記念したベスト・アルバム。2001年以降の楽曲が収録されており、選曲は茂木欣一が担当。吉良武男 (TEMAS) により全曲リマスタリングされているほか、「めくったオレンジ feat. 尾崎世界観（クリープハイプ）」は新たにリミックスが施されている。加藤隆志は、前ベスト・アルバム『TOKYO SKA TREASURES 〜ベスト・オブ・東京スカパラダイスオーケストラ〜』では「サブスクというか、スマホやパソコンのスピーカーで聴く場面を意識して、ボーカルに焦点を当てたリマスタリングをした」といい、本作のリマスタリングでは「ここ最近はアナログレコードが復活してきたり、本当にいい音で聴きたいという方がだんだん増えてきたんで、僕らの演奏のライブ感とか生演奏のよさをはっきり伝える音を目指しました」と語っている。
ファンクラブ限定盤には、ファンクラブ会員によるインストゥルメンタル楽曲およびリミックス楽曲の投票をもとに構成されるCDが付属する。

## リリース・プロモーション
CD+Blu-ray盤、CD+DVD盤、CD only盤、ファンクラブ限定盤の4形態で発売。CD+Blu-ray盤はCD3枚組+Blu-ray2枚組、CD+DVD盤はCD3枚組+DVD2枚組、CD only盤はCD3枚組で、CD+Blu-ray盤とCD+DVD盤は初回限定でデジパック仕様となっている。ファンクラブ限定盤はCD4枚組+Blu-ray2枚組で、LPサイズジャケット仕様に加えグッズとして手帳「スカパラダイアリー 2025→2026」が付属している。また、購入先によって異なる先着特典も用意された（後述）。また、発売と同時にダウンロード配信・サブスクリプション配信も開始された。
『TOKYO SKA TREASURES 〜ベスト・オブ・東京スカパラダイスオーケストラ〜』以来約5年ぶりとなるベスト・アルバム。
本作のアートディレクターは吉永裕介 (solla Inc.) が担当。
Blu-rayとDVD共に、2024年11月16日に阪神甲子園球場で開催されたライブ『35th Anniversary Live スカパラ甲子園 supported by NatureLab』のライブ映像およびオープニング映像が収録されている。監督は番場秀一が務めた。また、CD+Blu-ray盤とファンクラブ限定盤には同ライブの舞台裏映像およびインタビュー映像が収録されているほか、CD+Blu-ray盤には4曲、ファンクラブ限定盤には39曲のミュージック・ビデオが収録されている。舞台裏映像およびインタビュー映像の監督は二宮ユーキが務めた。
本作リリースに先駆けて、3月12日にメンバー全員が出演するYouTube生配信番組「ベストアルバム『NO BORDER HITS 2025→2001 ～ベスト・オブ・東京スカパラダイスオーケストラ～』リリース記念YouTubeトークライブ」を実施。

### 店舗特典
| 対象店舗                 | 特典内容                                                 |
| ------------------------ | -------------------------------------------------------- |
| FC PARADISE              | 3色ボールペン（ファンクラブ限定盤）                      |
| FC PARADISE              | コンパクトディスクキーホルダー（CD+Blu-ray盤、CD+DVD盤） |
| FC PARADISE              | B2告知ポスター（CD only盤）                              |
| TOWER RECORDS            | A4クリアファイル                                         |
| HMV                      | スクエア缶バッチ                                         |
| TSUTAYA RECORDS          | アクリルコースター                                       |
| セブンネットショッピング | ランチトートバッグ                                       |
| Amazon.co.jp             | A4クリアポスター                                         |
| 楽天ブックス             | スマホショルダー                                         |
| 新星堂・WonderGOO        | スマホサイズステッカー                                   |
| OTHER SHOP（応援店）     | B2告知ポスター                                           |

## 収録曲 (CD)

### DISC 1
2025→2019
- 全作詞：谷中敦（#1, #10 - #14除く） / 全編曲・プロデュース：東京スカパラダイスオーケストラ

1. Paradise Has No Border feat. NO BORDER ALL STARS [4:19]
  - 作曲：NARGO

20thアルバム『Paradise Has NO BORDER』収録曲の新録バージョン。ゲストとしてHEY-SMITHのイイカワケン (Trumpet)、SUPER EIGHTの横山裕 (Trumpet)、緑黄色社会の長屋晴子 (Trombone)、在日ファンクの浜野謙太 (Trombone)、Saucy Dogの石原慎也 (Tuba)、奥田民生 (Alto sax)、HEY-SMITHの満 (Tenor sax)、田島貴男 (Tenor sax)、さかなクン (Bass sax)、渡辺謙 (Trumpet & Voice) の10名が参加している[11]。
本アルバム発売に先立って、2025年3月3日より先行配信された[11]。
ミュージック・ビデオが制作された（後述）。
2. 教えてウロボロス feat. 宮崎朝子 (SHISHAMO) [2025 Remaster] [3:50]
  - 作曲：北原雅彦

24thアルバム『35』収録曲。
日本テレビ系ドラマ『離婚弁護士 スパイダー』主題歌[12]。
3. 散りゆく花のせいで feat. 菅田将暉 [2025 Remaster] [4:39]
  - 作曲：沖祐市 / 弦編曲：CHICA

配信限定シングル。
4. あの夏のあいまいME feat. SUPER EIGHT [2025 Remaster] [3:53]
  - 作曲：NARGO

配信限定シングル。
南海放送情報番組『ビーンズ morning』2024年9月度エンディングテーマ[13]。
5. 一日花 feat. imase & 習志野高校吹奏楽部 [2025 Remaster] [4:46]
  - 作曲：川上つよし / ウインドオーケストラアレンジ：郷間幹男

配信限定シングル。
日本テレビ系列情報番組『ZIP!』テーマソング[14]。
6. 風に戦ぐブルーズ feat. TAKUMA (10-FEET) [2025 Remaster] [5:03]
  - 作曲：川上つよし

配信限定シングル。
7. 青い春のエチュード feat. 長屋晴子（緑黄色社会） [2025 Remaster] [4:33]
  - 作曲：川上つよし

5thミニアルバム『JUNK or GEM』収録曲。
8. 紋白蝶 feat. 石原慎也 (Saucy Dog) [2025 Remaster] [4:45]
  - 作曲：沖祐市・石原慎也

配信限定シングル。
9. Free Free Free feat. 幾田りら [2025 Remaster] [4:13]
  - 作曲：NARGO

48thシングル。
YouTube「YouTube Premium 2022年夏キャンペーン」CMソング[15]。
10. ツバメ feat. ミドリーズ & 長濱ねる & 東京都立片倉高等学校吹奏楽部 [2025 Remaster] [4:26]
  - 作詞・作曲：Ayase / ウインドオーケストラアレンジ：郷間幹男

配信限定シングル。
NHK Eテレ教育番組『ひろがれ!いろとりどり』テーマソング[16]。
11. サボタージュ (VS. ALI) [2025 Remaster] [4:16]
  - 作詞：谷中敦・LEO / 作曲：NARGO・LEO

配信限定シングル。
12. S.O.S. [Share One Sorrow] feat.Tokyo Tanaka & Jean-Ken Johnny (MAN WITH A MISSION) [2025 Remaster] [4:04]
  - 作詞：谷中敦・Jean-Ken Johnny / 作曲：加藤隆志

4thミニアルバム『S.O.S. [Share One Sorrow]』収録曲。
13. めでたしソング feat. ムロツヨシ [2025 Remaster] [4:41]
  - 作詞：谷中敦・ムロツヨシ / 作曲：NARGO

配信限定シングル。
舞台『muro式.がくげいかい』テーマ曲[17]。
14. 会いたいね｡ﾟ(ﾟ´ω`ﾟ)ﾟ｡ feat. 長谷川白紙 [2025 Remaster] [3:53]
  - 作詞：長谷川白紙・谷中敦 / 作曲：川上つよし・長谷川白紙

23rdアルバム『SKA=ALMIGHTY』収録曲。
J-WAVE「MOVIN' ON」プロジェクトソング[18]。
15. ALMIGHTY 〜仮面の約束 feat. 川上洋平 [2025 Remaster] [4:08]
  - 作曲：川上つよし / 英訳：川上洋平

46thシングル。
テレビ朝日系ドラマ『仮面ライダーセイバー』主題歌[19]。
16. Good Morning ～ブルー・デイジー feat. aiko [2025 Remaster] [4:30]
  - 作曲：沖祐市

ベスト・アルバム『TOKYO SKA TREASURES 〜ベスト・オブ・東京スカパラダイスオーケストラ〜』収録曲。
テレビ朝日系情報番組『グッド!モーニング』テーマ曲[20]およびテレビ朝日系情報番組『ANNニュース』平日朝テーマ曲。
17. 風のプロフィール feat. 習志野高校吹奏楽部 [2025 Remaster] [4:18]
  - 作曲：NARGO / ウインドオーケストラアレンジ：郷間幹男

22ndアルバム『ツギハギカラフル』収録曲。
キリンビール「氷結」CMソング[21]。

### DISC 2
2019→2012
- 全作詞：谷中敦（#1, #11 - #13, #15除く） / 全編曲・プロデュース：東京スカパラダイスオーケストラ（#13 - #15除く）

1. ¡Dale Dale! ～ダレ・ダレ!～ feat. チバユウスケ [2025 Remaster] [2:46]
  - 作曲：川上つよし

22ndアルバム『ツギハギカラフル』収録曲。
WOWOW「WOWOWスペインサッカー 19-20シーズン」イメージソング[22]。
2. リボン feat. 桜井和寿 (Mr.Children) [2025 Remaster] [3:56]
  - 作曲：NARGO

45thシングル。
キリンビール「ビールはいつも」篇 CMソング[23]。
3. 明日以外すべて燃やせ feat. 宮本浩次 [2025 Remaster] [4:23]
  - 作曲：沖祐市

44thシングル。
4. メモリー・バンド [2025 Remaster] [3:57]
  - 作曲：沖祐市

43rdシングル。
5. Glorious [2025 Remaster] [2:51]
  - 作曲：NARGO

21stアルバム『GLORIOUS』収録曲。
NTTぷらら「ひかりTV」CMソング[24]。
6. 野望なき野郎どもへ feat. TOSHI-LOW (BRAHMAN / OAU) [2025 Remaster] [3:25]
  - 作曲：NARGO

21stアルバム『GLORIOUS』収録曲。
7. ちえのわ feat. 峯田和伸 [2025 Remaster] [4:19]
  - 作曲：川上つよし

42ndシングル。
8. 白と黒のモントゥーノ feat. 斎藤宏介 (UNISON SQUARE GARDEN) [2025 Remaster] [3:34]
  - 作曲：沖祐市

41stシングル。
テレビ東京系ドラマ『新宿セブン』オープニングテーマ[25]。
9. 道なき道、反骨の。 feat. Ken Yokoyama [2025 Remaster] [4:30]
  - 作曲：川上つよし

39thシングル。
東映/日活配給映画『日本で一番悪い奴ら』主題歌[26]。
10. 嘘をつく唇 feat. 片平里菜 [2025 Remaster] [4:25]
  - 作曲：GAMO

38thシングル。
11. めくったオレンジ feat. 尾崎世界観（クリープハイプ） [2025 Remix & Remaster] [7:20]
  - 作詞：谷中敦・尾崎世界観 / 作曲：沖祐市

37thシングル。
12. The Last [2025 Remaster] [4:20]
  - 作曲：沖祐市

ベスト・アルバム『The Last』収録曲。
13. Wake Up! feat. ASIAN KUNG-FU GENERATION [2025 Remaster] [4:49]
  - 作詞：谷中敦・後藤正文 / 作曲：加藤隆志 / 編曲：東京スカパラダイスオーケストラ・ASIAN KUNG-FU GENERATION・亀田誠治 / プロデュース：亀田誠治・東京スカパラダイスオーケストラ

36thシングル。
14. 流れゆく世界の中で feat. MONGOL800 [2025 Remaster] [5:13]
  - 作曲：沖祐市 / 編曲：東京スカパラダイスオーケストラ・MONGOL800・亀田誠治 / プロデュース：亀田誠治・東京スカパラダイスオーケストラ

35thシングル。
15. 閃光 feat. 10-FEET [2025 Remaster] [6:47]
  - 作詞：谷中敦・TAKUMA / 作曲：GAMO / 編曲：東京スカパラダイスオーケストラ・10-FEET・亀田誠治 / プロデュース：亀田誠治・東京スカパラダイスオーケストラ

34thシングル。
16. Diamond In Your Heart feat. 細美武士 (ELLEGARDEN / the HIATUS / MONOEYES / the LOW-ATUS) [2025 Remaster] [5:41]
  - 作曲：加藤隆志 / コ・プロデュース：Joe Blaney

18thアルバム『Diamond In Your Heart』収録曲。
17. 縦書きの雨 feat. 中納良恵 [2025 Remaster] [5:38]
  - 作曲：川上つよし

16thアルバム『Walkin'』収録曲。

### DISC 3
2011→2001
- 全作詞：谷中敦（#2, #3, #6, #11除く） / 全編曲・プロデュース：東京スカパラダイスオーケストラ

1. All Good Ska is One feat. Angelo Moore [2025 Remaster] [4:02]
  - 作曲：川上つよし

3rdミニアルバム『Sunny Side of the Street』収録曲。
コカ・コーラ社「アクエリアス」CMソング[27]。
2. Break into the Light ～約束の帽子～ [2025 Remaster] [3:29]
  - 作曲：沖祐市

33rdシングル。
東映配給映画『ONE PIECE 3D 麦わらチェイス』主題歌[28]。
3. 水琴窟 -SUIKINKUTSU- feat. 上原ひろみ [2025 Remaster] [7:00]
  - 作曲：NARGO

1stミニアルバム『Goldfingers』収録曲。
4. 君と僕 2010 feat. 斉藤和義 [2025 Remaster] [4:22]
  - 作曲：沖祐市

15thアルバム『WORLD SKA SYMPHONY』収録曲。
5. ずっと feat. Crystal Kay [2025 Remaster] [4:58]
  - 作曲：沖祐市

15thアルバム『WORLD SKA SYMPHONY』収録曲。
6. 愛の讃歌 with strings [2025 Remaster] [3:58]
  - 作曲：Margueritte Monnot（フランス語版、英語版） / 弦編曲：CHICA・北原雅彦

15thアルバム『WORLD SKA SYMPHONY』収録曲。
7. Pride Of Lions feat. 伊藤ふみお [2025 Remaster] [4:11]
  - 作曲：沖祐市

13thアルバム『Perfect Future』収録曲。
8. 星降る夜に feat. 甲本ヒロト [2025 Remaster] [4:14]
  - 作曲：NARGO

30thシングル。
9. サファイアの星 feat. Chara [2025 Remaster] [4:47]
  - 作曲：沖祐市

29thシングル。
avex trax「ミュゥモ」CMソング。
10. 追憶のライラック feat. ハナレグミ [2025 Remaster] [5:04]
  - 作曲：沖祐市 / 弦編曲：沖祐市・CHICA

28thシングル。
11. STROKE OF FATE [2025 Remaster] [4:37]
  - 作曲：川上つよし

26thシングル。
TBCグループ「MEN'S TBC」CMソング[29]。
12. 銀河と迷路 [2025 Remaster] [4:14]
  - 作曲：NARGO

23rdシングル。
フジテレビ系木曜劇場『美女か野獣』主題歌[30]。
13. DOWN BEAT STOMP [2025 Remaster] [4:17]
  - 作曲：川上つよし

9thアルバム『Stompin' On DOWN BEAT ALLEY』収録曲。
キリンビール「氷結」CMソング。
14. 美しく燃える森 feat. 奥田民生 [2025 Remaster] [5:05]
  - 作曲：川上つよし

22ndシングル。
キリンビール「キリンチューハイ氷結果汁」CMソング[31]。
15. カナリヤ鳴く空 feat. チバユウスケ [2025 Remaster] [3:59]
  - 作曲：NARGO

21stシングル。
松竹/アスミック・エース配給映画『人間失格 太宰治と3人の女たち』主題歌[32]。
16. めくれたオレンジ feat. 田島貴男 [2025 Remaster] [5:19]
  - 作曲：川上つよし

20thシングル。
キリンビール「チューハイ氷結果汁」CMソング[33]。
17. まだ、諦めてないだろ? [3:03]
  - 作曲：茂木欣一

配信限定シングル。
ネイチャーラボ「MARO17」CMソング[34]。

### DISC 4（ファンクラブ限定盤のみ）
FC PARADISE SELECTION
- 全編曲・プロデュース：東京スカパラダイスオーケストラ

1. 火の玉ジャイヴ [2025 Remaster] [3:53]
  - 作曲：冷牟田竜之

17thシングル。
2. White Light [2025 Remaster] [4:52]
  - 作曲：加藤隆志

12thアルバム『WILD PEACE』収録曲。
3. Can't Take My Eyes Off Of You -君の瞳に恋してる- [2025 Remaster] [3:54]
  - 作曲：Bob Crewe, Bob Gaudio

19thアルバム『SKA ME FOREVER』収録曲。
4. 5 days of TEQUILA [2025 Remaster] [3:48]
  - 作曲：加藤隆志

8thアルバム『FULL-TENSION BEATERS』収録曲。
5. 砂の丘 ～SHADOW ON THE HILL～ [2025 Remaster] [3:25]
  - 作曲：加藤隆志

11thアルバム『ANSWER』収録曲。
6. STORM RIDER [2025 Remaster] [4:29]
  - 作曲：川上つよし

15thアルバム『WORLD SKA SYMPHONY』収録曲。
7. 太陽にお願い ～Wish Upon The Sun～ [2025 Remaster] [3:21]
  - 作曲：茂木欣一

12thアルバム『WILD PEACE』収録曲。
8. HAMMERHEAD [2025 Remaster] [3:13]
  - 作曲：NARGO

22ndアルバム『ツギハギカラフル』収録曲。
9. 天空橋 [2025 Remaster] [3:58]
  - 作曲：NARGO

20thアルバム『Paradise Has NO BORDER』収録曲。
10. 国境の北、オーロラの果て [2025 Remaster] [4:51]
  - 作曲：川上つよし

16thシングル『Dear My Sister』カップリング曲。
11. BLACK JACK [2025 Remaster] [3:02]
  - 作曲：北原雅彦

23rdシングル『銀河と迷路』カップリング曲。
ソニー・コンピュータエンタテインメント社ゲーム『怪盗スライ・クーパー』テーマソング[30]。
12. CALL FROM RIO [2025 Remaster] [3:16]
  - 作曲：川上つよし

9thアルバム『Stompin' On DOWN BEAT ALLEY』収録曲。
キリンビール「氷結」CMソング[35]。
13. SKARADA (Original Version) [2025 Remaster] [4:02]
  - 作曲：NARGO

ベスト・アルバム『BEST OF TOKYO SKA 1998-2007』収録曲。
14. Great Conjunction 2020 [2025 Remaster] [3:26]
  - 作曲：北原雅彦

配信限定シングル。
15. ONE EYED COBRA [2025 Remaster] [3:47]
  - 作曲：加藤隆志

9thアルバム『Stompin' On DOWN BEAT ALLEY』収録曲。

## 収録内容 (Blu-ray, DVD)

### Blu-ray DISC 1, DVD DISC 1〜2
1. 35th Anniversary Live スカパラ甲子園
ファンクラブ盤のみバンドメンバーによる副音声が収録されている。
  1. MONSTER ROCK
  2. 火の玉ジャイヴ
  3. ルパン三世のテーマ'78
  4. DOWN BEAT STOMP
  5. Glorious
  6. Burning Scale
  7. STORM RIDER
  8. さすらい
[GUEST] 奥田民生
  9. 美しく燃える森
[GUEST] 奥田民生
  10. 花ふぶき ～愛だろ、愛っ。～
  11. 天空橋
  12. スキャラバン
  13. シンデレラボーイ
[GUEST] 石原慎也 (Saucy Dog)
  14. 紋白蝶
[GUEST] 石原慎也 (Saucy Dog)
  15. 銀河と迷路
  16. オモイダマ
[GUEST] SUPER EIGHT
  17. あの夏のあいまいME
[GUEST] SUPER EIGHT
  18. ウタカタラッタラ
  19. さよならエレジー
[GUEST] 菅田将暉
  20. 散りゆく花のせいで
[GUEST] 菅田将暉
DVDではここまでがDISC 1となる。
  21. SKA ME CRAZY
  22. 君と僕
  23. STARLIGHT EXPRESS
  24. 5 days of TEQUILA
  25. White Light
  26. 第ゼロ感
[GUEST] TAKUMA (10-FEET)
  27. 風に戦ぐブルーズ
[GUEST] TAKUMA (10-FEET)
  28. 水琴窟 -SUIKINKUTSU-
  29. 花火
[GUEST] aiko
  30. Good Morning ～ブルー・デイジー
[GUEST] aiko
  31. カナリヤ鳴く空
  32. innocent world
[GUEST] 桜井和寿 (Mr.Children)
  33. リボン
[GUEST] 桜井和寿 (Mr.Children)
  34. めでたしソング
[GUEST] ムロツヨシ
  35. Paradise Has No Border
[GUEST] Bass sax：さかなクン、Tuba：石原慎也 (Saucy Dog)、Trumpet：横山裕 (SUPER EIGHT)、Trombone：奥田民生、Alto sax：桜井和寿 (Mr.Children)
  36. Sweet G 《ENCORE》
  37. 星降る夜に 《ENCORE》
[GUEST] 奥田民生、石原慎也 (Saucy Dog)、SUPER EIGHT、菅田将暉、TAKUMA (10-FEET)、aiko、桜井和寿 (Mr.Children)、ムロツヨシ、さかなクン
  38. ¡Dale Dale! ～ダレ・ダレ!～ 《ENCORE》
2. スカパラ甲子園 Opening Movie（DVDのみ）

### Blu-ray DISC 2
1. スカパラ甲子園 Interview & Making Movie
2. スカパラ甲子園 Opening Movie
3. Music Video（CD+Blu-ray盤のみ）
  1.  Paradise Has No Border feat. NO BORDER ALL STARS
監督は田辺秀伸が務めた。バンドの公式YouTubeチャンネルでも公開されている。
  2.  教えてウロボロス feat. 宮崎朝子 (SHISHAMO)
  3.  ツバメ feat. ミドリーズ & 長濱ねる & 東京都立片倉高等学校吹奏楽部
  4.  サボタージュ (VS. ALI)

### Blu-ray DISC 3（ファンクラブ限定盤のみ）
1. COLLABORATION MUSIC VIDEO
  1.  Paradise Has No Border feat. NO BORDER ALL STARS
  2.  教えてウロボロス feat. 宮崎朝子 (SHISHAMO)
  3.  散りゆく花のせいで feat. 菅田将暉
  4.  あの夏のあいまいME feat. SUPER EIGHT
  5.  一日花 feat. imase & 習志野高校吹奏楽部
  6.  風に戦ぐブルース feat. TAKUMA (10-FEET)
  7.  青い春のエチュード feat. 長屋晴子（緑黄色社会）
  8.  紋白蝶 feat. 石原慎也 (Saucy Dog)
  9.  Free Free Free feat. 幾田りら
  10.  ツバメ feat. ミドリーズ & 長濱ねる & 東京都立片倉高等学校吹奏楽部
  11.  サボタージュ (VS. ALI)
  12.  S.O.S. [Share One Sorrow] feat. Tokyo Tanaka & Jean-Ken Johnny (MAN WITH A MISSION)
  13.  めでたしソング feat. ムロツヨシ
  14.  会いたいね｡ﾟ(ﾟ´ω`ﾟ)ﾟ｡ feat. 長谷川白紙
  15.  ALMIGHTY 〜仮面の約束 feat. 川上洋平
  16.  Good Morning ～ブルー・デイジー feat. aiko
  17.  風のプロフィール feat. 習志野高校吹奏楽部
  18.  ¡Dale Dale! ～ダレ・ダレ!～ feat. チバユウスケ
  19.  リボン feat. 桜井和寿 (Mr.Children)
  20.  明日以外すべて燃やせ feat. 宮本浩次
  21. 野望なき野郎どもへ feat. TOSHI-LOW (BRAHMAN / OAU)
  22. ちえのわ feat. 峯田和伸
  23. 白と黒のモントゥーノ feat. 斎藤宏介 (UNISON SQUARE GARDEN)
  24.  道なき道、反骨の。 feat. Ken Yokoyama
  25.  嘘をつく唇 feat. 片平里菜
  26. めくったオレンジ feat. 尾崎世界観（クリープハイプ）
  27.  Wake Up! feat. ASIAN KUNG-FU GENERATION
  28.  流れゆく世界の中で feat. MONGOL800
  29.  閃光 feat. 10-FEET
  30.  Diamond In Your Heart feat. 細美武士 (ELLEGARDEN / the HIATUS / MONOEYES / the LOW-ATUS)
  31.  縦書きの雨 feat. 中納良恵
  32.  All Good Ska Is One feat. Angelo Moore 
  33.  Pride Of Lions feat. 伊藤ふみお
  34.  星降る夜に feat. 甲本ヒロト
  35.  サファイアの星 feat. Chara
  36.  追憶のライラック feat. ハナレグミ
  37.  美しく燃える森 feat. 奥田民生
  38.  カナリヤ鳴く空 feat. チバユウスケ
  39.  めくれたオレンジ feat. 田島貴男

## 参加ミュージシャン
- 東京スカパラダイスオーケストラ
  - NARGO：Trumpet, Vocal (DISC 3: #17)
  - 北原雅彦：Trombone
  - GAMO：Tenor sax, Toasting (DISC 1: #1), Soprano sax (DISC 3: #14), Agitate (DISC 4: #1)
  - 谷中敦：Baritone sax, Vocal (DISC 2: #5)
  - 加藤隆志：Guitar
  - 川上つよし：Bass
  - 沖祐市：Keyboards, Vocal (DISC 2: #4)
  - 大森はじめ：Percussion
  - 茂木欣一：Drums, Vocal (DISC 1: #10, #14, #17, DISC 2: #4, DISC 3: #12)
- 冷牟田竜之：Alto sax, Guitar, Agitate-man  (DISC 3: #7 - #16, DISC 4: #1, #2, #4, #7, #10 - #13, #15)
- 青木達之：Drums (DISC 4: #1, #10)
- 寺師徹：Guitar (DISC 4: #10)

### DISC 1
- イイカワケン (HEY-SMITH)：Trumpet (#1)
- 横山裕 (SUPER EIGHT)：Trumpet (#1)
- 長屋晴子（緑黄色社会）：Vocal (#7), Trombone (#1, #7)
- 浜野謙太（在日ファンク）：Trombone (#1)
- 石原慎也 (Saucy Dog)：Vocal (#8), Tuba (#1, #8)
- 奥田民生：Alto sax (#1)
- 満 (HEY-SMITH)：Tenor sax (#1)
- 田島貴男：Tenor sax (#1)
- さかなクン：Bass sax (#1)
- 渡辺謙：Trumpet & Voice (#1)
- 宮崎朝子 (SHISHAMO)：Vocal (#2)
- 菅田将暉：Vocal (#3)
- CHICA：TopVln (#3)
- 吉田翔平：Vln (#3)
- 細川亜維子：Vla (#3)
- 結城貴弘：V.Cello (#3)
- SUPER EIGHT：Vocal (#4)
- imase：Vocal (#5)
- 習志野高校吹奏楽部：Guest Musicians (#5, #17)
- TAKUMA (10-FEET)：Vocal (#6)
- 幾田りら：Vocal (#9), Trumpet (#9)
- ミドリーズ：Vocal (#10)
- 長濱ねる：Vocal (#10)
- 東京都立片倉高等学校吹奏楽部：Guest Musicians (#10)
- ALI (#11)
  - LEO：Vocal
  - CÉSAR：Guitar
  - LUTHFI：Bass
- MOMONADY：Chorus (#11)
- Stephanie Topalian：Chorus (#11)
- Tokyo Tanaka (MAN WITH A MISSION)：Vocal (#12)
- Jean-Ken Johnny (MAN WITH A MISSION)：Vocal (#12), Guitar (#12)
- ムロツヨシ：Vocal (#13)
- 長谷川白紙：Vocal (#14)
- 川上洋平：Vocal (#15)
- aiko：Vocal (#16)

### DISC 2
- チバユウスケ (#1)
- 桜井和寿：Vocal (#2)
- 宮本浩次：Vocal (#3)
- TOSHI-LOW (BRAHMAN / OAU)：Vocal (#6)
- 峯田和伸：Vocal (#7)
- 斎藤宏介 (UNISON SQUARE GARDEN)：Vocal & Guitar (#8)
- Ken Yokoyama：Vocal & Guitar (#9)
- 片平里菜：Vocal (#10)
- 尾崎世界観（クリープハイプ）：Vocal (#11)
- ASIAN KUNG-FU GENERATION (#13)
  - 後藤正文：Vocal & Guitar
  - 喜多建介：Guitar
  - 山田貴洋：Bass
  - 伊地知潔：Drums
- MONGOL800 (#14)
  - 上江洌清作：Vocal
  - 儀間崇：Guitar & Chorus
  - 髙里悟：Drums & Chorus
- 10-FEET (#15)
  - TAKUMA：Vocal & Guitar
  - NAOKI：Bass & Chorus
  - KOUICHI：Drums
- 細美武士 (ELLEGARDEN / the HIATUS / MONOEYES / the LOW-ATUS)：Vocal (#16)
- 中納良恵 (EGO-WRAPPIN')：Vocal (#17)

### DISC 3
- Angelo Moore：Vocal (#1)
- 上原ひろみ：Piano (#3)
- 斉藤和義：Vocal (#4)
- Crystal Kay：Vocal (#5)
- CHICA：TopVln (#6)
- 武藤宏樹：Vln (#6)
- 細川亜維子：Vla (#6)
- 前田喜彦：V.Cello (#6)
- 伊藤ふみお：Vocal (#7)
- 甲本ヒロト：Vocal (#8)
- Chara：Vocal (#9)
- ハナレグミ：Vocal (#10)
- 奥田民生：Vocal (#14)
- チバユウスケ：Vocal (#15)
- 田島貴男：Vocal (#16)

### DISC 4
- LINA：Voice (#10)